# 1993 год в боксе
1993 год в боксе.

## Профессиональный бокс

### Начали карьеру
- Дэвид Айзон — нигерийский боксёр, выступающий в супертяжёлой весовой категории.
- Николай Валуев — боксёр-профессионал, выступающий в супертяжёлой весовой категории. Чемпион России по боксу 1999 года. Чемпион мира по версии Паназиатской боксёрской ассоциации (2000 год), экс-чемпион мира по версии Всемирной боксёрской ассоциации (ВБА, WBA).

### Завершили карьеру
- 27 февраля свой последний бой провёл панамский боксёр Иларио Сапата. Чемпион мира по версии ВБА (WBA).
- 17 апреля свой последний бой провёл казахский боксёр Александр Мирошниченко против начинающего боксёра Олега Маскаева. Примечательно, что этот бой стал первым в карьере будущего чемпиона мира.

### Чемпионские бои
- 20 марта: россиянин Юрий Арбачаков в третий раз успешно защитил титул чемпиона Всемирного боксёрского совета (ВБС, WBC) притив тайца Муангчай Киттикейзем, победив нокаутом в девятом раунде.
- 16 июля: россиянин Юрий Арбачаков в четвёртый раз победой по очкам успешно защитил титул чемпиона Всемирного боксёрского совета (ВБС, WBC) в бою против  Исайаса Самудио.
- 13 декабря: россиянин Юрий Арбачаков в пятый раз успешно защитил титул чемпиона Всемирного боксёрского совета (ВБС, WBC) в бою против  Чха Нам Хуна, победив по очкам.